# Emma Lampert Cooper
Emma Lampert Cooper, nata Emma Esther Lampert (Nunda, 24 febbraio 1855 – Pittsford, 30 giugno 1920), è stata una pittrice statunitense. Dipinse principalmente nature morte e paesaggi.

## Biografia

### Primi anni di vita e formazione
Emma Esther Lampert nacque da Henry e Jenette (Smith) Lampert il 24 febbraio 1855, nel villaggio di Nunda, nello stato di New York. Henry era originario di Hannover e, l'anno in cui Emma nacque, lavorava come conciatore; ospitava nella sua abitazione altri due tedeschi che svolgevano la sua stessa mansione. Emma aveva una sorella maggiore di nome Mary, due sorelle più giovani di nome Carrie e Adella e un fratello più piccolo chiamato Henry. La famiglia visse a Rochester (New York). Negli anni sessanta del secolo, il padre Henry venne iscritto al servizio di leva per partecipare alla guerra civile americana; durante il decennio seguente, lavorò come grossista di cuoio; egli morì il 10 giugno 1880. Emma Lampert si formò presso l'Académie Delécluse di Parigi e, successivamente, sotto la guida del pittore olandese Hein Kever.

### Carriera

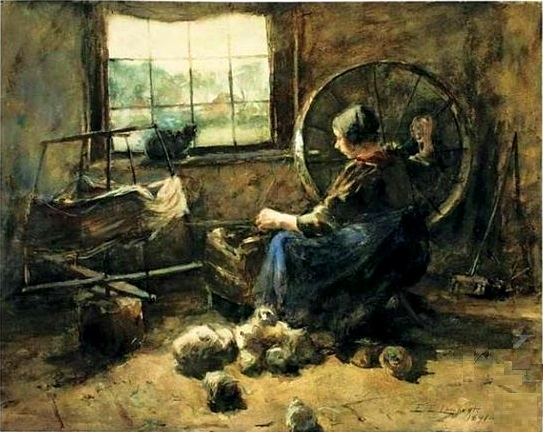
The Breadwinner (1891)

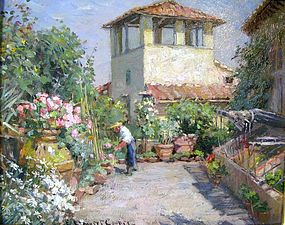
Villa Terrace (prima del 1910)

La pittrice espose Hillside at Picardy al Salon di Parigi del 1887. Il suo dipinto Breadwinner le valse un premio alla Fiera Colombiana di Chicago del 1893 e un altro alla Cotton States and International Exposition di Atlanta del 1895.
Il 9 giugno 1897 sposò a Rochester Colin Campbell Cooper, altro pittore statunitense da lei conosciuto mentre vivevano a Dordrecht. Da allora fino alla metà degli anni dieci, la coppia fece molti viaggi tra gli Stati Uniti, l'Europa e l'India.
Nel frattempo, Emma Lampert Cooper partecipò a varie rassegne internazionali. Nel 1900 mostrò le sue opere all'Esposizione di Parigi del 1900. Nel 1902 ottenne la medaglia d'oro in occasione della mostra tenuta a Filadelfia dall'American Art Society. Due anni dopo espose i suoi oli e acquerelli all'Esposizione internazionale della Luisiana, nel corso della quale ottenne due medaglie di bronzo, una delle quali per la sua opera Weaving Homespun. Nel 1915 esibì, a New York, i suoi dipinti realizzati in India accanto a opere di Alice Schille, Adelaide Deming e Helen Watson Phelps.
Cooper e suo marito si trovavano sull'RMS Carpathia quando il Titanic naufragò. I due coniugi lasciarono la loro cabina ad alcuni superstiti.
Cooper fu membro del Women's International Art Club di Londra, della Pennsylvania Academy of Fine Arts e della Women's Art Association of Canada. Fu anche membro delle società del Woman's Art Club, del National Arts Club e del New York Watercolor Club di New York. Apparteneva anche al Rochester Art Club e al Philadelphia Water Color Club.

### Morte
Emma Lampert Cooper morì il 30 giugno 1920, nello stato di New York, a causa di una tubercolosi.